# Edha
Edha è una serie televisiva argentina creata, prodotta e diretta da Daniel Burman. È la prima serie argentina di Netflix. Gli episodi sono stati pubblicati il 16 marzo 2018.

## Trama
La serie segue la storia di una stilista, Edha e del modello Teo. La chimica ispira la sarta a creare una linea accattivante di abbigliamento maschile, ma i piani nascosti del modello metteranno in moto una serie di tradimenti che faranno crollare i loro mondi.

## Personaggi e interpreti

### Principali
- Edha Abadi, interpretata da Juana Viale
- Teo, interpretato da Andrés Velencoso
- Lorenzo Abadi, interpretato da Osmar Núñez
- Julián, interpretato da Antonio Birabent
- Celia Vargas, interpretata da Sofía Castiglione
- Odette Amaral, interpretata da Inés Estévez
- Paloma, interpretata da Julieta Zylberberg
- Andrés Pereyra Ramos, interpretato da Daniel Hendler
- Elena Abadi, interpretata da Delfina Chaves
- Antonio, interpretato da Juan Pablo Geretto
- Manito, interpretato da Daniel Pacheco
- Inés Musquini, interpretata da Ana Celentano
- Marito di Antonio, interpretato da Dennis Smith

### Ricorrenti
- Luciano, interpretato da Pablo Echarri
- Yastin, interpretato da Flavio Mendoza
- Barbara, interpretata da Julieta Cardinali
- Tatiana Aragón, interpretata da Carla Peterson
- Sebastián, interpretato da Tomás Wicz
- Marita, interpretata da Mara Bestelli
- Anibal, interpretato da Gastón Cocchiarale

## Episodi
| Stagione       | Episodi | Pubblicazione Argentina | Pubblicazione Italia |
| -------------- | ------- | ----------------------- | -------------------- |
| Prima stagione | 10      | 2018                    | 2018                 |

## Produzione
Nel maggio 2016, Netflix ha ordinato la sua prima serie argentina creata dal regista argentino, Daniel Burman, inizialmente composta da 13 episodi di circa un'ora, in seguito sono poi passati a 10 episodi. 
Nel processo di creazione della serie, Burman ha dichiarato che qualche tempo fa ha iniziato a interessarsi al mondo della moda e ai problemi che comporta. Il processo di sviluppo della sceneggiatura ha richiesto più di un anno.
La scelta dei costumi è stata realizzata da prestigiosi designer argentini, come: Jessica Trosman, Martin Churba, Pablo Ramirez, Juan Hernandez Daels, Marcelo Giacobbe, Vicki Otero, Matias Hidalgo e Romina Renom.

## Luoghi delle riprese
Le riprese sono iniziate il 12 giugno 2017 a Buenos Aires e sono durate 4 mesi. La serie è stata girata nei quartieri di: Lugano, Puerto Madero e Barrio Norte. Burman li ha descritti come: "i luoghi più contrastanti della città", concludendo: "che a loro volta sono unificati da personaggi che attraversano gli stessi dilemmi morali".

## Promozione
Il 26 gennaio 2018, è stato rilasciato il trailer teaser della serie. Alla fine di febbraio è stato rilasciato il trailer.